# Чміленко Віктор Іванович
Чміленко Віктор Іванович (4 лютого 1961, Бобринець, Кіровоградська область, УРСР — 20 лютого 2014, Київ, Україна) — український фермер, громадський активіст, активний учасник Євромайдану. Загинув від кулі снайпера 20 лютого 2014. Поширена помилкова версія прізвища — Сміленко. Герой України.

## Біографія
Навчався в Бобринецькій загальноосвітній школі № 1, після закінчення 8 класів в 1976 році вступив до Кіровоградського аграрного фахового коледжу
З 24.10.1980 до 17.02.1983 — ніс службу в прикордонних військах на території Туркменської РСР (на кордоні з Іраном).
З 20.03.1983 до 13.03.1985 — працював у колгоспі інженером з техніки безпеки.
З 03.06.1985 до 12.04.1991 — працював в Бобринецькому РЕМ старшим електромонтером електромереж, однак вже 12 квітня 1991 року був звільнений — за офіційною версією — за власним бажанням, а насправді за те, що підняв з-під ніг агітаційну листівку за незалежну Україну та прикріпив її на дошці оголошень. Внаслідок чого, протягом року не міг знайти роботи у зв'язку з «неблагонадійністю».
В 1991 році закінчив Херсонський сільськогосподарський інститут ім. О. Д. Цюрупи за спеціальністю: зоотехнік.
08.09.1992 р. — заснував СФГ «Вікторія», яке надалі неодноразово було нагороджене відзнаками.
2004 року брав активну участь у «Помаранчевій революції».
Протягом 2005–2006 років збирав спогади про Голодомор жителів сіл Бобринецького району (всі матеріали передані до Бобринецького краєзнавчого музею).
У березні 2008 року був спонсором та організатором поїздки до 80-річчя відомого кінорежисера Петра Єфимовича Тодоровського (уродженця м. Бобринця) в Москву (документальний фільм переданий до Бобринецького краєзнавчого музею).
Був борцем за справедливість та вів активну громадську діяльність, а саме:
- осінь 2010р. — відзняв на камеру палкий виступ новоспеченого тодішнього заступника голови Бобринецької райдержадміністрації, члена Партії регіонів, який розповів про нібито погоджений з урядом експеримент «розвитку села», який полягав, насправді, в переділі земель Бобринецького району та створенні кількох нових «латифундій», що означало б — знищення сел. Чміленко В. І. та його близький побратим Цокалов О. С.відразу підняли всіх с/г виробників району, тим самим прогнавши крутого чиновника з Бобринеччини (влада конфлікт тихенько зам"яла).
- літо 2011 року провів акцію «Проти зняття мораторію на продаж землі». Крім цього були численні акції в Києві, в тому числі під стінами Верховної Ради України, численні зустрічі на теле- та радіостудіях, у владних кабінетах, «круглі столи».
- весна 2012 року оголосив голодування разом з дружиною «Голодування проти Безпредела».
- зима 2013 року був учасником акцій «Проти будівництва поблизу м. Бобринця мегакачатників»

Більше того, був активним учасником:
- «Асамблеї малого та середнього бізнесу»,
- «Автомайдану»,
- Євромайданів Києва та Кіровограда.

До Майдану приєднався з перших днів. Спочатку в Кіровограді, а пізніше, в грудні, власною машиною блокував виїзд солдатів Внутрішніх Військ в Василькові. В січні був жорстоко побитий тітушками, але від госпіталізації відмовився і повернувся на барикади.
«Наш Герой», — так тепер переважно говорять кіровоградці і жителі області про Віктора Чміленка — бобринецького фермера, який 20 лютого загинув від кулі снайпера на Майдані. Чміль (так його називали друзі) приїхав туди одним із перших, ще в грудні, коли відбувся розгін мирної студентської демонстрації, і збирався покинути Майдан останнім. Батько трьох дітей, Віктор Чміленко ніколи не був байдужим до того, що діється в країні: разом із другом Олексієм Цокаловим вони відстоювали права фермерів у себе в районі, протестуючи проти приватизації землі, «воювали» з податківцями, блокували ВВ-шників у Василькові, брали активну участь у кіровоградських Авто— та Євромайданах, тримали оборону Майдану…
Шансів вижити у фермера не було: снайперська куля потрапила у сонну артерію. За словами Олексія Цокалова, Віктор ненадовго відійшов від машини на Майдані, минуло трохи часу і його телефон перестав відповідати. Люди, які знайшли мобілку поряд з убитим, зателефонували синові…
Кіровоградщина зустрічала Героя десятитисячним мітингом, труну з його тілом пронесли на руках від пам'ятника Ангелу Охоронцю до центральної площі, де відбулася панахида, яку провели єпископ Марк та інші священнослужителі УПЦ Київського патріархату та Греко-Католицької церкви.
Поховали Віктора Івановича Чміленка 23 лютого в його рідному селі Борисівка, що у Бобринецькому районі.

## Загибель на Майдані
Застрелений снайпером близько 11:10 20 лютого 2014 року.

## Вшанування пам'яті
24 лютого 2014 року на честь Віктора Чміленка перейменовано одну з центральних вулиць Кіровограда.

### Нагороди
- Звання Герой України з удостоєнням ордена «Золота Зірка» (21 листопада 2014, посмертно) — за громадянську мужність, патріотизм, героїчне відстоювання конституційних засад демократії, прав і свобод людини, самовіддане служіння Українському народу, виявлені під час Революції гідності[3]
- Медаль «За жертовність і любов до України» (УПЦ КП, червень 2015) (посмертно)[4]